# Gentlemen Take Polaroids
Gentlemen Take Polaroids è il quarto album del gruppo musicale inglese Japan pubblicato nell'ottobre del 1980. 

## Singoli
L'uscita dell'album fu preceduta dalla pubblicazione di un singolo del brano Gentlemen Take Polaroids in una versione più breve (3:28), insieme al brano inedito The Experience Of Swimming sul lato B. Una versione a tiratura limitata dello stesso singolo contiene un secondo singolo a 7" contenente l'inedito The Width Of A Room e un missaggio di Burning Bridges più breve rispetto a quello presente sull'album. Il brano Nightporter fu pubblicato come singolo nel 1982 con un remix di Ain't that peculiar come lato B del 7", e Methods of Dance sulla versione 12".

## Ristampe
Gentlemen Take Polaroids è stato ristampato in varie occasioni e in vari formati. La prima versione in CD, con gli stessi brani dell'album originale,  uscì nel 1984; la prima versione rimasterizzata, con brani invariati, uscì in Giappone nel 1993. Del 2003 è una nuova versione in CD con tre tracce bonus e una copertina leggermente diversa rispetto all'originale; un'ulteriore rimasterizzazione risale al 2006, accompagnata dalle stesse tracce extra di tre anni prima. L'album è stato ristampato su vinile a 180 g nel 2014, e in versione rimasterizzata su doppio vinile nel 2018.

## Tracce
Testi e musiche di David Sylvian, eccetto dove indicato.
Lato A
1. Gentlemen Take Polaroids – 7:06
2. Swing – 6:25
3. Burning Bridges – 5:20
4. My New Career – 3:54

Lato B
1. Methods of Dance – 6:53
2. Ain't That Peculiar – 4:40 (Pete Moore, William Smokey Robinson, Robby Rogers, Marv Tarplin)
3. Nightporter – 6:57
4. Taking Islands in Africa – 5:15 (Ryūichi Sakamoto, David Sylvian)

Tracce extra CD (2003, 2006)
1. The Experience of Swimming – 4:04 (Richard Barbieri)
2. The Width of a Room – 3:14 (Rob Dean)
3. Taking Islands in Africa (Steve Nye remix) – 4:57 (Sakamoto, Sylvian)

## Formazione
Gruppo
- David Sylvian – voce, sintetizzatori, chitarra elettrica
- Steve Jansen – batteria e percussioni
- Mick Karn – basso elettrico, oboe, chitarra, sassofono
- Rob Dean – chitarra elettrica
- Richard Barbieri – sintetizzatori

Altri musicisti
- Ryūichi Sakamoto – sintetizzatore
- Simon House – violino (traccia 4)
- Cyo – voce (traccia 5)
- Barry Guy – contrabbasso
- Andrew Cauthery – oboe